# Эд, Эдд и Эдди
«Эд, Эдд и Эдди» (англ. Ed, Edd n Eddy) — канадско-американский мультипликационный сериал, созданный в 1999 году Дэнни Антонуччи и нарисованный «движущимися линиями» (техника Squigglevision), обведёнными вокруг главных героев. В мультсериале преобладает гротеск: иногда герои могут проглотить рояль, поднять на руки дом и вывернуть наизнанку желудок, что является комедийным элементом.

## Сюжет
Есть трое друзей с одинаковыми именами (все трое имеют имя Эдвард), но совершенно разными характерами. Они подростки, которые живут в городке Питч-Крик.
Им очень нравятся огромные сахарные леденцы, которые еле помещаются у них во рту. Чтобы их купить, они пытаются заработать разными способами: продавая вещи, открывая учреждения, но, в основном, мошенничая.

## Характерные особенности сериала
Все персонажи сериала живут в городке под названием Питч-Крик, на улицах которого бо́льшую часть «населения» составляют дети и подростки, играющие во дворе или разъезжающие на велосипеде по улицам (как, например, Кевин; остальные разъезжают на других разнообразных видах детского транспорта).
Примечателен мультфильм прежде всего тем, что ни в одной из серий не были показаны взрослые люди. Тем не менее это не значит, что в мультсериале их нет: герои мультсериала, дети, постоянно упоминают своих родителей, а иногда даже зовут их, о чём-то просят и выполняют их просьбы и требования; взрослых в сериале не показывают: так, например, мама Эдди нанимает своему сыну няньку, а мама Эдда постоянно оставляет ему записки с поручениями.
Комический эффект сериала создаётся за счёт абсурдности и нелепости ситуаций, происходящих в мультфильме: почти все герои сериала, натыкаясь на какую-то твёрдую вещь, не получают ранения и травмы; создаётся впечатление, что у них «резиновые» эластичные тела, которые они способны растягивать на любое расстоянии в любую величину. Так, например, компания Эдвардов (Эдов) поглощает громадные сахарные леденцы, которые не помещаются у них во рту, в результате чего у них растягиваются щёки, как мешок.
Все пострадавшие в последующих сценах внезапно исцелялись.

## Персонажи

### Основные персонажи

Эд, Эдд, Эдди, Нэзз, Кевин, Джонни с Планком, Рольф, Джимми, Сара и сёстры Кенкер

- Эд, 14 лет. Он самый глупый и бестолковый из Эдов и в то же время самый неунывающий. Всегда улыбается. Его легко сбить с толку, чем Эдди охотно пользуется. Учится так же, как и Эдди, на двойки. Никогда не моется, так как страдает боязнью мыла. Любит комиксы и фильмы про монстров, зомби и пришельцев, часто смешивает их с действительностью. Очень любит Дабл-Ди и Эдди. «Обожает» животных, особенно кур, мясную подливку и хлеб с маслом. Эд очень силён физически (может поднять на руки здоровенный дом и даже вырвать из земли дерево с корнем). Обычно Эдди использует его как приманку, грузчика.
- Эдд, или «Double-D» (Даббл-Ди, на русский это переводят как «Двойной Д»), 13 лет. Умная голова с кучей глупых комплексов. Увлекается наукой и может соорудить любое устройство буквально за пару минут из подручных материалов. Страдает от излишней любви к чистоте и порядку. Родители общаются с ним при помощи записок — оставляют ему задания на день по дому (таким же способом происходило общение создателя мультсериала Дэнни Антонуччи со своими родителями). Постоянно критикует все планы Эдди, но помогает ему, даже если очевидно, что из задуманного не выйдет ничего хорошего.
- Эдди, 12 лет — самопровозглашённый лидер. Самый вредный, ленивый и жадный из Эдов, а также самый низкий среди всей компании. Большой фанат 70-х годов (в некоторых эпизодах можно заметить у него дома пластики Тома Джонса или Барри Уайта). Придумывает разнообразные аферы для того, чтобы заработать денег на сладости. Любит посмеяться над другими. Делает глупые лица только для того, чтобы позлить других.
- Нэзз, 13 лет. Самая красивая особа в мультфильме, предмет мечтаний всех мальчишек в округе, кроме Джимми (его сердце уже занято) и Рольфа (он вообще невосприимчив к романтике). Ей нравятся героические личности. Эды без ума от неё; они постоянно пытаются доказать своё геройство Нэзз, которая относится к ним просто дружелюбно. Сама Нэзз очень отзывчивая и нежная; нужно пойти очень далеко, чтобы разозлить или расстроить её. Парня у неё нет, есть только дружеские отношения с Кевином. В одной из серий упоминается, что раньше она была очень толстой. Не любит, когда трогают её причёску.
- Кевин, 13 лет. Брутальный, наглый велосипедист, скептик и циник. У него полный гараж леденцов, и поэтому Эдди его ненавидит и завидует ему. Терпеть не может Эдов, называя их «дураки», при том Эдди называет его «подбородок-лопата». Он влюблён в Нэзз, хотя неясно, отвечает ли она ему взаимностью. Трудно сказать, что он любит больше: Нэзз или свой велосипед, на котором он вечно колесит по округе.
- Джонни 2x4, 12 лет. Добродушный и простоватый мальчик, редкостный чудак и фантазёр. У него большая лысая голова, и он регулярно где-то застревает. Своими странными выходками часто действует окружающим на нервы. Он дружит с Эдами и помогает им, но самый лучший друг на свете для него — это деревяшка по имени Планк, которую он считает живой, и иногда дощечка Планк действительно ведёт себя как живое существо: в одной из серий Планк даже водит автобус, в другой — «убегает» от Джонни и Эдов.
- Рольф, 14 лет. Сын пастуха, хозяин фермы. Простачок и недоучка. Несмотря на это, он очень ответственный и мудрый. Немного странно разговаривает, всё время говоря о себе в третьем лице. Привержен чудаковатым деревенским традициям, ест очень странные вещи, преимущественно мясо. По природе своей добр и наивен, легко ведётся на уловки Эдди, но лучше его не злить: Рольф в гневе может быть страшен. Как и Эд, нечеловечески силён. Он не любит Эдов, но частенько помогает им, довольно часто называя их или одного из них «Ed boy». Уважаемая личность в квартале, даже Кевин дружит с ним. У него есть свиньи, козёл, корова, петух и курицы.
- Джимми, 7 лет. Малыш-неженка, который любит мягкие игрушки, всё розовое, декоративное и девчачье. Он слабый, нервный и трусливый. Творческая личность, мечтает стать художником. Дружит с Джонни, Планком и влюблён в Сару, младшую сестру Эда.
- Сара, 7 лет. Маленькая агрессивная девочка, младшая сестра Эда. Сильная и вспыльчивая, часто орёт на брата и его друзей, помыкает ими. Эд её побаивается и слушается. Тем не менее она любит девчачьи вещи и даже способна на любовь — она возлюбленная Джимми и дополняет его нежность своей агрессией. Любой, кто посмеет обидеть Джимми, будет иметь дело с ней. Озвучена Джанис Джод.
- Сёстры Кенкер — три сестры и одни из главных противников троицы главных героев. Живут в трейлерном парке. Остальные дети их боятся, а Эды и вовсе ненавидят. Сёстрам же Эды, наоборот, нравятся.
  - Ли — самая старшая, 14 лет, высокая и более серьёзная. Она рыжеволосая, эти самые волосы закрывают её глаза. влюблена в Эдди. Озвучена Джанис Джод.
  - Мари, 13 лет — самая нахальная из сестёр, довольно груба. Она синеволосая. Влюблена в Эдда (Даббл-Ди).
  - Мэй, 12 лет — глуповатая блондинка, говорит с акцентом. влюблена в Эда.

### Герои второго плана
- Планк 2x4 — дощечка с нарисованными глазками и ртом. Джонни часто с ним разговаривает, когда бывает один, даже ложится с ним спать. Для Джонни, однако, Планк не просто игрушка — он готов за Планка даже убить. Живой ли Планк или неживой — остаётся загадкой.
- Виктор — козёл Рольфа. Умнее своего хозяина, но всегда предан Рольфу. Любит морковь и не любит, когда мешают Рольфу. Соответственно, не любит Эдов.
- Уилфред — поросёнок Рольфа. Очень ленивый и почти ничего не делает, но Рольф больше всех за ним ухаживает.
- Мистер Мишка — плюшевый розовый медведь, партнёр Джимми и Сары по чаепитию.
- Джибб — подросток-невидимка, воображаемый друг Эда. Эд придумал его, когда Эдди не хотел с ним играть, и этот друг бил и обижал Эдди, поэтому с ним пришлось расстаться. Появляется только в одной серии.
- Мэттью — старший брат Эдди. Не появляется в кадре до телевизионного фильма «Ed, Edd n Eddy’s Big Picture Show». По репликам персонажей можно понять, что он очень крутой парень, а судя по тому, как его изображали Эды в одном из эпизодов, он очень высокий и сильный.

### Герои из «Melonhead’s Revenge»
- Капитан Арбуз — Джонни с куском арбуза на голове. Супергерой. Этим самым куском атакует врагов и использует орехи-гранаты.
- Профессор Афера — главный враг Капитана Арбуза. Это Эдди, нацепивший на себя трусы, плащ, повязку и прочее. Его зовут Аферой, потому что его лучи, вылетающие из головы при преклонении пальцев к голове, аферные.
- Сплинтер — гусеница сестёр Кенкер. Хочет отомстить Супер-Планку за поражение своих хозяев и за поражение себя. Атакует ударами головы, ускорением, прыжками и ударами хвоста. Умеет быстро ползать, парить в воздухе и лазать по стенам.
- Нейтральный Дуэт — Эд и Эдд, нацепившие носки и прочее. Служили Афере, но предали его. Живут по своим усмотрениям, но всегда выручают Капитана Арбуза.
- Ловушка X — группа из Кенкер. Не имеет персональных атак, Кенкеры используют Сплинтера, оружие и ловушки собственной разработки.

## «Ed, Edd n Eddy’s Big Picture Show»
После показа заключительного 6-го сезона 31 мая 2009 года в прокат был выпущен полнометражный фильм о похождениях героев сериала — «Ed, Edd n Eddy’s Big Picture Show».
Сюжет фильма заключается в том, что городские проказники Эдди, Эдд и Эд натворили что-то очень ужасное, так что Рольф, Кевин, Нэзз и Джонни (Сара и Джимми занимались своими делами) очень сильно пострадали. Эд, Эдд и Эдди спасаются бегством из городка, а ребята решили их догнать. Позже к пострадавшим присоединяются сёстры Кенкер с Сарой и Джимми, но не для того, чтобы проучить Эдов, а наоборот — чтобы защитить. Весь мультик показывает путешествие «Эдов» к старшему брату Эдда — как они считали, к единственному спасению от ребят, так как все боялись брата Эдди.
В конце герои всё-таки достигли своей цели, и впервые был показан новый персонаж — старший брат Эдди. Эдди, однако, ошибся: его брат не собирался его защищать, а просто над ним издевался. Ребята решили заступиться за Эдди. В итоге Эд и Эдди сделали так, что брат получил дверью по голове и отключился, после чего ребята оценили, что мучитель был побеждён, и Эды были прощены. Более того, ребята зауважали их.
Заканчивается тем, что ребята и Эды возвращаются обратно, а Кенкеры оттаскивают брата Эдди домой и делают с ним нечто ужасное.

## См. Также
- Доктор Кац